# 1934年の宝塚歌劇公演一覧
本項目では、1934年の宝塚歌劇公演一覧（1934ねんのたからづかかげきこうえんいちらん）について示す。

## 一覧
（）内は、作者または演出者名。

### 宝塚公演

#### 星組
- 1月1日 - 1月31日　宝塚大劇場
  - 『淺妻船』（水田茂）
  - 『ラ・シャット』（岡田恵吉）
  - 『御旗の松』（久松一聲）　　
  - 『ラッキー・エール』（宇津秀男）

#### 花組
- 1月1日 - 1月16日　宝塚中劇場
  - 『安土物語』（小野晴通）
  - 『封印された市長様』（中西武夫）
  - 『穴掘り大名』（岡田水都子）
  - 『ミックスブルグ』（岸田辰彌）

#### 雪組
- 2月1 - 2月28日　宝塚大劇場
  - 『ショピニア』（荒尾静一）　　
  - 『業平双紙』（久松一聲）
  - 『カロリーナ』（岸田辰彌　作、宇津秀男　演出）　
  - 『寳塚音頭』（水田茂）

#### 星組
- 3月1日 - 3月25日　宝塚大劇場	
  - 『アルルの女』（白井鐡造）　　
  - 『獻上大根』(岸勇作、塩谷孝太郎　演出）
  - 『ウイーナー・メーデル』（堀正旗）

#### 雪組
- 3月中旬土・日・祝：雪　宝塚中劇場
  - 『辰巳の月影』（水田茂）　
  - 『れ・ろまねすく』（森宗吉）
  - 『馬錢の花』（坪井正直）
  - 『パルドン・ムッシュ』（佐藤邦夫）

#### 月組
- 3月26日 - 4月30日　宝塚劇場
  - 『春のをどり』（坪内士行）　　
  - 『紅梅殿』（久松一聲）
  - 『トウランドット姫』（白井鐡造）

#### 花組
- 5月1日 - 5月31日　宝塚大劇場
  - 『るぱど･きりしたん』（坪井正直）　　
  - 『太平洋行進曲』（酒井慶三　作、岸田・宇津　演出）　
  - 『踊りくらべ』（竹原光三）
  - 『トウランドット姫』（白井鐡造）

#### 月組
- 5月5日 - 5月20日　宝塚中劇場	
  - 『人生處女航海』（平井房人）　　
  - 『滄海秘曲』（小野晴通）
  - 『ベティールウ』（中西武夫）
  - 『竹柴道中記』（久松一聲）

#### 雪組
- 6月1日 - 6月30日　宝塚大劇場	
  - 『天龍寺船』（小野晴通）
  - 『愛のワルツ』（白井鐡造）
  - 『小鍛冶』（久松一聲）
  - 『カルナヴァル』（益田宏）

#### 月・花組
- 6月1日 - 6月10日　宝塚中劇場
  - 『傀儡船』（小野晴通）　
  - 『笑ひの似顏繪』（竹原光三）
  - 『眼』（岸田辰彌）
  - 『羅生門』（久松一聲）
  - 『學生通辯』（白井鐡造）

#### 星組
- 7月1日 - 7月31日　宝塚大劇場
  - 『冠と花嫁』（横田邦造）　　
  - 『傑作』（岸田辰彌）
  - 『沈鐘』（山崎紫江）
  - 『憂愁夫人』（中西武夫）

#### 花組
- 7月7日 - 7月22日　宝塚中劇場
  - 『助太刀商賣』（坪井正直）　
  - 『ランタン・ルージュ』（竹原光三）
  - 『茶壺酒壺』（久松一聲）
  - 『カレッヂ・ソング』（原久孝）

#### 雪組
- 8月1日 - 8月31日　宝塚大劇場	
  - 『双兒は朗か』（岸田辰彌）　
  - 『美はしの君』（亀井得美雄　作、宇津秀男　演出）
  - 『ヂャブヂャブ・コント』（楳茂都陸平）

#### 星組
- 8月4日 - 8月19日　宝塚中劇場
  - 『牡丹燈籠』（水田茂）
  - 『女學生日誌』（坪内士行）
  - 『御神樂歌』（竹原光三）
  - 『シェーネス・ベルリン』（堀正旗）

#### 月組
- 9月1日 - 9月30日　宝塚大劇場
  - 『人形』（久松一聲）　
  - 『古城の鐘』（宇津秀男）
  - 『ヂャブヂャブ・コント』（楳茂都陸平）

#### 雪組
- 9月6日 - 9月24日　宝塚中劇場	
  - 『小谷落城』（小野晴通）
  - 『傷害保險』（竹原光三）　　
  - 『山三歌舞伎始』（坂口二郎　作、水田茂　演出）
  - 『シェーネス・ベルリン』（堀正旗）

#### 花組
- 10月1日 - 10月31日　宝塚大劇場
  - 『軍艦旗に榮光あれ』（酒井慶三　作、古富一郎　演出）　　
  - 『猫』（久松一聲）
  - 『野すみれ』（白井鐡造）

#### 月組
- 11月1日 - 11月30日　宝塚大劇場	
  - 『鳩姫里歸り』（久松一聲）　
  - 『素襖落』（水田茂）
  - 『靑春』（堀正旗）

#### 花組
- 11月3日 - 11月18日　宝塚中劇場
  - 『六條河原』（坪内正直）　　
  - 『アパッシュは嗤ふ』（横田邦造）
  - 『御神火音頭』（塩谷孝太郎）
  - 『四人姉妹』（小松栄作、岡田恵吉　演出）

#### 星組
- 12月1日 - 12月28日　宝塚中劇場
  - 『駒王丸』（坪井正直）
  - 『昔噺雛娘』（小野晴通）
  - 『千日酒』（水田茂）　
  - 『メキシコの薔薇』（佐藤邦夫　作、白井鐡造　演出）

### 東京公演

#### 月組
- 1月1日 - 1月15日　東京宝塚劇場
  - 『寶三番叟』（久松一聲）
  - 『紅梅殿』（久松一聲）
  - 『花詩集』（白井鐡造）

- 1月16日 - 1月31日　東京宝塚劇場
  - 『巴里のアパッシュ』（中西武夫）
  - 『紅梅殿』（久松一聲）
  - 『花詩集』（白井鐡造）

#### 花組
- 2月1日 - 2月25日　東京宝塚劇場
  - 『國譚孔雀明王經』（久松一聲）
  - 『穴掘り大名』（岡田水都子）
  - 『花詩集』（白井鐡造）

#### 雪組
- 3月29日 - 4月29日　東京宝塚劇場
  - 『れ・ろまねすく』（小林宗吉）
  - 『世界の花嫁』（宇津秀男）
  - 『春のをどり<寶塚音頭>』（水田茂）

#### 星組
- 5月2日 - 5月31日　東京宝塚劇場
  - 『太平洋行進曲』（酒井慶三　作、岸田辰彌・宇津秀男　演出）
  - 『アルルの女』（白井鐡造）
  - 『奴道成寺』（水田茂）
  - 『ウィナー・メーデル』（堀正旗）

#### 月組
- 6月29日 - 7月29日　東京宝塚劇場
  - 『滄海秘曲』（小野晴通）
  - 『竹柴道中記』（久松一聲）
  - 『トウランドット姫』（白井鐡造）

#### 花組
- 8月1日 - 8月15日　東京宝塚劇場
  - 『茶壺酒壺』（久松一聲）
  - 『パルドン・ムッシュ』（宇津秀男　演出）
  - 『棒しばり』（水田茂）

- 8月16日 - 8月29日　東京宝塚劇場
  - 『棒しばり』（水田茂）
  - 『お夏笠物狂』（久松一聲）
  - 『カレッヂソング』（吉富一郎　演出）
  - 『トウランドット姫』（白井鐡造）

#### 星組
- 9月21日 - 10月29日　東京宝塚劇場
  - 『封印された市長様』（中西武夫）
  - 『牡丹燈篭』（水田茂）
  - 『杭爭ひ』（久松一聲）
  - 『憂愁夫人』（中西武夫）

#### 雪組
- 11月2日 - 12月2日　東京宝塚劇場
  - 『ヴォルガの舟唄』（岸田辰彌・宇津秀男）
  - 『愛のワルツ』（白井鐡造）
  - 『ヂャブ・ヂャブ・コント』（楳茂都陸平）

#### 月組
- 12月5日 - 12月28日　東京宝塚劇場
  - 『青春』（堀正旗）
  - 『素襖落』（水田茂）
  - 『一年を語る』（白井・久松・楳茂都・水田　合同）

### 宝塚・東京以外の公演
- 月組　2月3日・4日　名古屋
- 月組　2月22日　大阪・朝日会館
- 花組　4月19日　大阪・中央公会堂
- 星組　6月2日・3日　名古屋
- 星組　11月17日　京都・日の出会館